# Ruhrschichtrippenland
Das Ruhrschichtrippenland ist eine naturräumliche Einheit mit der Ordnungsnummer 3371.14.
Das Ruhrschichtrippenland erstreckt sich in Ost-West-Richtung auf dem Stadtgebiet der Städte Velbert (nördlich des Ortskerns), Essen (Ruhrhalbinsel (Stadtteile Kupferdreh, Byfang usw.) und Hattingen (Ortsteil Niederwenigern). Im Norden liegt naturräumlich das Ruhrtal (Ordnungsnummer 3371.2), im Süden grenzen der Velberter Höhenrücken (3371.10), der Voßnacken (3371.11) und das Märkische Schichtrippenland (3371.13) an den Naturraum. Das steile Engtal des Deilbachs trennt das Ruhrschichtrippenland in zwei Teile. Ein weiteres am Westrand die Schichtrippen durchbrechendes Gewässer ist der Hesperbach. Beide nehmen zahlreiche Zuflüsse auf.
Der höchste Punkt mit 200 m liegt im Süden, zur Ruhr im Norden fällt das Gelände auf 150 m ab. Das Schichtrippenland besteht aus schmalen, streichenden Höhenzügen, die sich mit Senken abwechseln. In den Senken befinden sich Talwasserscheiden, die für frühe Verkehrswege die Richtung vorgaben. Geologisch besteht das Ruhrschichtrippenland aus harten und weichen karbonischen Sandsteinen, Grauwacken, Quarziten und Konglomeraten mit Ton-, Ziegel- und Alaunschiefern.